# Arthrochilus
Arthrochilus – rodzaj roślin z rodziny storczykowatych (Orchidaceae). Obejmuje 15 gatunków występujących na Nowej Gwinei w Azji Południowo-Wschodniej i 6 australijskich stanach Nowa Południowa Walia, Queensland, Australia Południowa, Tasmania, Wiktoria, Terytorium Północne.

## Systematyka
Rodzaj sklasyfikowany do podplemienia Drakaeinae w plemieniu Diurideae, podrodzina storczykowe (Orchidoideae), rodzina storczykowate (Orchidaceae), rząd szparagowce (Asparagales) w obrębie roślin jednoliściennych.
Wykaz gatunków
- Arthrochilus apectus D.L.Jones
- Arthrochilus aquilus D.L.Jones
- Arthrochilus byrnesii Blaxell
- Arthrochilus corinnae D.L.Jones
- Arthrochilus dockrillii Lavarack
- Arthrochilus huntianus (F.Muell.) Blaxell
- Arthrochilus irritabilis F.Muell.
- Arthrochilus laevicallus Ormerod
- Arthrochilus latipes D.L.Jones
- Arthrochilus lavarackianus (D.L.Jones) Lavarack
- Arthrochilus oreophilus D.L.Jones
- Arthrochilus prolixus D.L.Jones
- Arthrochilus rosulatus D.L.Jones
- Arthrochilus sabulosus D.L.Jones
- Arthrochilus stenophyllus D.L.Jones